# Heksegryta
Heksegryta är en bergstopp i Antarktis. Den ligger i Östantarktis. Norge gör anspråk på området. Toppen på Heksegryta är 2 534 meter över havet.
Terrängen runt Heksegryta är kuperad åt nordost, men åt sydväst är den platt.  Trakten är obefolkad. Det finns inga samhällen i närheten.